# May Odeh
May Odeh (Birzeit, 1981) es una cineasta y productora palestina que se convirtió en la primera mujer en ser reconocida con el Premio Variety al Talento del año en el Festival de Cine de El Gouna.

## Trayectoria
Nació en Birzeit, Palestina, en 1981. Se licenció en Estudios de Televisión y Radio por la Universidad de Birzeit y obtuvo un máster en Cine y Producción por la Universidad noruega de Lillehammer. Dirigió varios documentales, entre ellos «Gaza by Her» en 2017.
Fundó su propia productora Odeh Films con base en Ramala. Como productora, su primer largometraje fue «200 metros», ópera prima del director Ameen Nayfeh, protagonizada por Ali Suliman y que llevó 7 años completar. El filme se estrenó en el Festival Internacional de Cine de Venecia y obtuvo diversos reconocimientos, como el premio del público BNL en Venecia o el premio Mena Massoud a mejor dirección en el Festival de Cine de El Gouna.
Además, es la organizadora del único festival de cine que se celebra en la Franja de Gaza, el Red Carpet Film Festival, así como del proyecto Mobile Cine, un proyecto que proyecta películas en los pueblos de la Zona C en Cisjordania.

## Reconocimientos
En 2020, recibió el Premio Variety al Talento de la Región de Oriente Medio y Norte de África en el Festival de Cine de El Gouna, Egipto. Odeh se convirtió así en la primera productora y la primera mujer en ser reconocida con este galardón.

## Filmografía
- Searching for Napoleon (2006)[6]
- Diaries (2011)[6]
- Izriqaq (2013)[6]
- ROSHMIA (2014)[6]
- Drawing for Better dreams (2015)[6]
- Gaza by Her (2017)[6]
- The crossing (2017)[6]